# Datation uranium-plomb

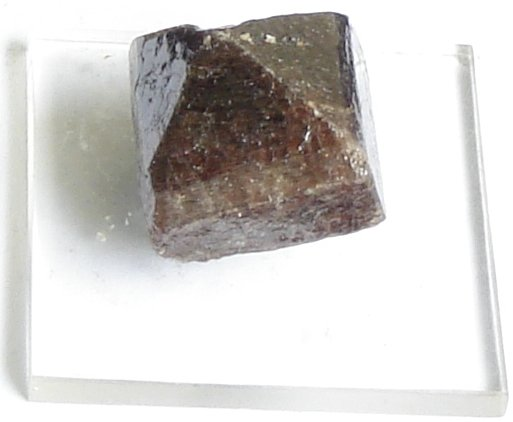
Un zircon

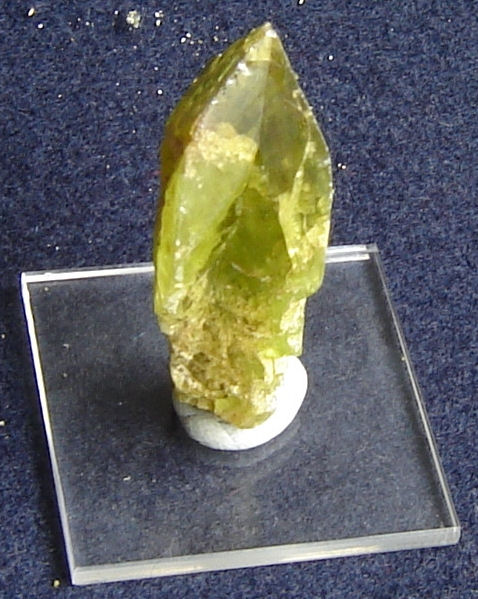
Une titanite

La datation uranium-plomb est une méthode de datation radiométrique, tout comme la datation uranium-thorium et la datation au carbone 14.

## Isotopes de l'uranium
L'uranium naturel est formé majoritairement de deux isotopes, {\displaystyle {}_{92}^{235}{\rm {U}}} et {\displaystyle {}_{92}^{238}{\rm {U}}}. L'isotope {\displaystyle {}_{92}^{234}{\rm {U}}} est présent en quantité plus faible, mais mesurable, habituellement par spectrométrie de masse à thermo-ionisation (TIMS), ou par spectrométrie de masse à plasma à couplage inductif multicollection (MC-ICP-MS).
Les autres isotopes de l'uranium ne sont pas présents dans les échantillons terrestres normaux (sauf dans le site de l'ancien réacteur nucléaire naturel d'Oklo). Ils sont produits dans les réacteurs nucléaires, mais sont utilisés comme traceurs dans la méthode de dosage de l'uranium par dilution isotopique.
L'uranium 235 se désintègre avec une demi-vie de 700 millions d'années environ ; son produit final de désintégration, stable, est le plomb 207. L'uranium 238 se désintègre avec une demi-vie d'environ 4,5 milliards d'années ; son produit final de désintégration est le plomb 206.

## Méthode
Dans des minéraux qui ne contenaient initialement pas de plomb, mais dont le réseau cristallin pouvait intégrer des atomes d'uranium (minéraux comme le zircon, la monazite, la titanite, et quelques autres), la mesure des rapports 207Pb/235U et 206Pb/238U permet de dater la formation du minéral, les deux mesures aboutissant à des dates dont la concordance permet de s'assurer de la fiabilité de la méthode. La courbe de référence est la concordia, tracée dans un diagramme concordia-discordia de rapports isotopiques croissants. Dans certains minéraux comme la calcite, les concentrations en uranium sont beaucoup plus faibles (de l'ordre du ppm à quelques dizaines de ppm) et nécessitent une approche multipoint, dite de Tera-Wasserburg, pour permettre une datation.

## Plage de datation
Cette méthode peut être utilisée pour dater des roches qui se sont cristallisées (à une température de fermeture de 760 à 900 °C pour le zircon) il y a entre environ 1 million d'années et plus de 4,5 milliards d'années, avec une précision de 0,1 à 1 % seulement,.